# Julus burkei
Julus burkei är en mångfotingart som beskrevs av Charles Harvey Bollman 1887. Julus burkei ingår i släktet Julus och familjen kejsardubbelfotingar. Inga underarter finns listade i Catalogue of Life.